# ألف أندرسن
ألف أندرسن (بالنرويجية البوكمول: Alf Andersen)‏ هو متزلج قفز نرويجي، ولد في 15 مايو 1906 في درامن في النرويج، وتوفي في 12 أبريل 1975 في فروغن في النرويج.

## وصلات خارجية
- ألف أندرسن على موقع الاتحاد الدولي للتزلج (القفز التزلجي) (الإنجليزية)
- ألف أندرسن على موقع أوليمبيديا (الإنجليزية)